# II. třída okresu Prostějov
 II. třída okresu Prostějov  (okresní přebor II. třídy) tvoří společně s ostatními skupinami II. třídy osmou nejvyšší fotbalovou soutěž v Česku. Hraje se každý rok od léta do jara se zimní přestávkou. Na konci ročníku nejlepší dva týmy postupují do I. B třídy Olomouckého kraje (do skupiny A, B či C) a dva nejhorší týmy sestoupí do III. třídy okresu Prostějov

## Vítězové
| Ročník    | Vítězný tým                                     |
| --------- | ----------------------------------------------- |
| 1960/1961 | TJ Sokol Konice                                 |
| 1961/1962 | TJ Sokol Otaslavice                             |
| 1962/1963 | TJ Sokol Vrahovice                              |
| 1963/1964 | TJ Sokol Určice                                 |
| 1964/1965 | TJ Sokol Brodek u Prostějova                    |
| 1965/1966 | TJ Železárny Prostějov „B“                      |
| 1966–1969 | ...                                             |
| 1969/1970 | TJ Sokol Protivanov                             |
| 1970/1971 | TJ Sokol Pivín                                  |
| 1971/1972 | TJ Sokol Plumlov                                |
| 1972/1973 | TJ Sokol Pivín                                  |
| 1973/1974 | TJ Sokol Tvorovice                              |
| 1974/1975 | TJ Sokol Němčice nad Hanou                      |
| 1975/1976 | TJ Sokol Mostkovice                             |
| 1976/1977 | TJ Sokol Klenovice na Hané                      |
| 1977/1978 | TJ Sokol Protivanov                             |
| 1978/1979 | TJ Sokol Brodek u Prostějova                    |
| 1979/1980 | TJ Sokol Brodek u Prostějova                    |
| 1980/1981 | TJ Sokol Smržice                                |
| 1981/1982 | TJ Sokol Protivanov                             |
| 1982/1983 | TJ Sokol Určice                                 |
| 1983/1984 | TJ Sokol Mostkovice                             |
| 1984/1985 | ... (sk. A), TJ Sokol Otaslavice (sk. B)        |
| 1985/1986 | ... (sk. A), TJ Sokol Němčice nad Hanou (sk. B) |
| 1986/1987 | TJ Agrozet Prostějov                            |
| 1987–1991 | ...                                             |
| 1991/1992 | TJ Sokol Kralice na Hané                        |
| 1992/1993 | SK Prostějov „B“                                |
| 1993/1994 | SK SOUO Prostějov                               |
| 1994/1995 | TJ Sokol Vícov                                  |
| 1995/1996 | SK Milcom Jesenec                               |
| 1996/1997 | TJ Sokol Určice                                 |
| 1997/1998 | ...                                             |
| 1998/1999 | FC Dobromilice                                  |
| 1999–2002 | ...                                             |
| 2002/2003 | SK Lipová „B“                                   |
| 2003/2004 | TJ Sokol Konice „B“                             |
| 2004/2005 | TJ Sokol Vrchoslavice                           |
| 2005/2006 | FK Němčice nad Hanou                            |
| 2006/2007 | FC Kostelec na Hané                             |
| 2007/2008 | TJ Haná Prostějov                               |
| 2008/2009 | TJ Sokol Vrahovice                              |
| 2009/2010 | TJ Sokol Konice „B“                             |
| 2010/2011 | TJ Sokol Vrchoslavice                           |
| 2011/2012 | SK Protivanov                                   |
| 2012/2013 | 1. SK Prostějov „B“                             |
| 2013/2014 | SK Jesenec                                      |
| 2014/2015 | TJ Haná Nezamyslice                             |
| 2015/2016 | FK Němčice nad Hanou                            |
| 2016/2017 | TJ Haná Prostějov                               |
| 2017/2018 | TJ Sokol Otaslavice                             |
| 2018/2019 | TJ Sokol Vrchoslavice 1946                      |
| 2019/2020 | TJ Sokol Vrahovice                              |